# San Nicolás de los Garza
San Nicolás de los Garza – miasto w Meksyku leżące w stanie Nuevo León, będące częścią zespołu miejskiego Monterrey. Miasto położone jest 512 metrów nad poziomem morza i ma obszar wynoszący 86,8 km². Liczba mieszkańców w roku 2005 wynosiła 476 761 osób, a obecnie około 510 tys. osób.
Miasto założone zostało 5 lutego 1597 roku.

## Miasta partnerskie
- Denton, USA
- Seguin, USA
- Kansas City, USA
- Winnipeg, Kanada